# Uschi Nerke

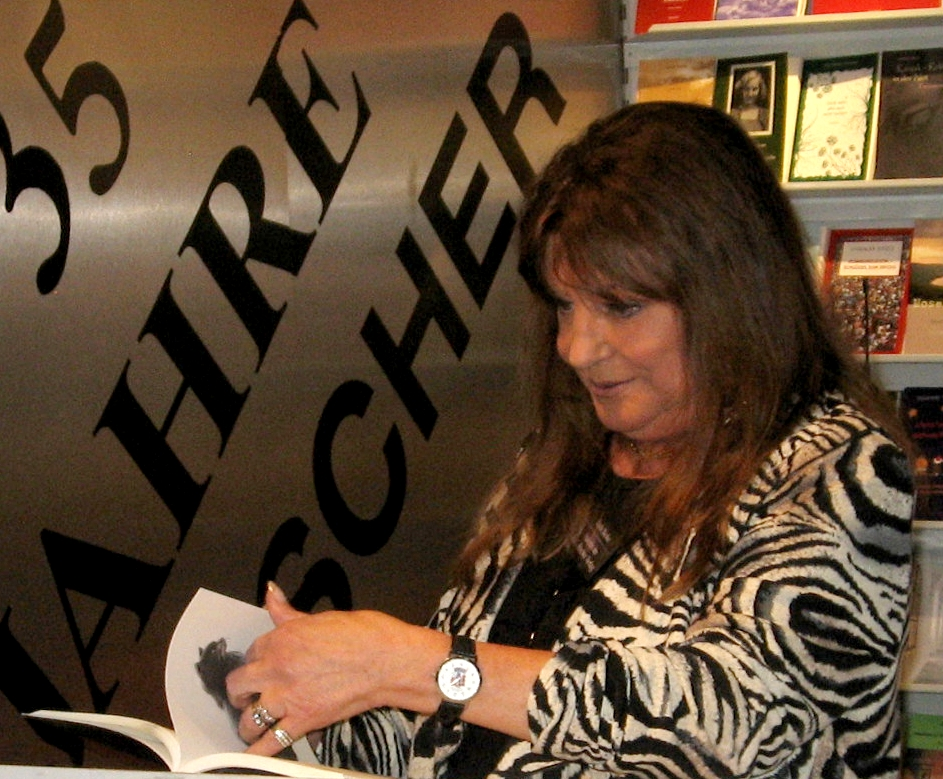
Nerke bei einer Lesung auf der Frankfurter Buchmesse 2012

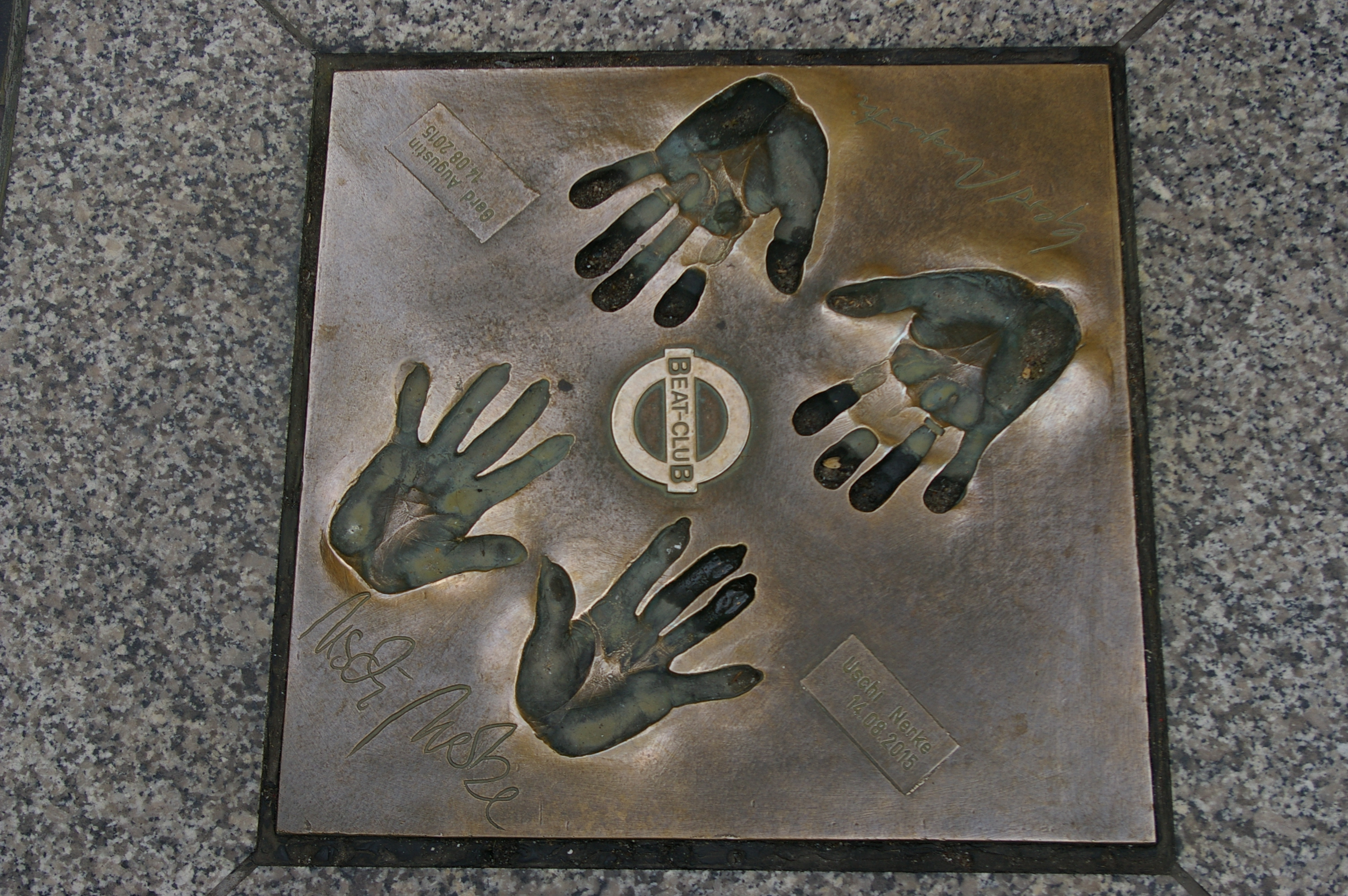
Handabdruck von Uschi Nerke und Gerd Augustin in der Lloyd-Passage Bremen

Ursula „Uschi“ Nerke, seit 1988 verheiratete Nerke-Petersen (* 14. Januar 1944 in Komotau, Reichsgau Sudetenland), ist eine deutsche Moderatorin.

## Biografie
Nerkes Familie wurde 1946 nach dem Ende des Zweiten Weltkriegs aus der Tschechoslowakei vertrieben. Nach dem Schulbesuch in Hamburg und ab 1957 in Bremen absolvierte Nerke von 1962 bis 1965 in der Baugewerkschule der späteren Hochschule Bremen eine Lehre zur Bauzeichnerin und zugleich ein Studium der Architektur. Von 1968 bis 1978 betrieb sie nach ihrem Abschluss als Diplom-Ingenieurin ein eigenes Architekturbüro.
In den frühen 1960er Jahren trat Nerke als Sängerin auf, wurde von Hans Hee entdeckt, und veröffentlichte unter dem Namen Karina bei Teldec eine Single mit den Schlagern Ein kleiner Traum und Hier ist mein Platz. Rudi Carrell empfahl sie dann als Moderatorin.
Von 1965 bis 1972 und wieder von 1980 bis 1981 moderierte sie im Fernsehen von Radio Bremen mit wechselnden Partnern den Beat-Club. Die Aussage Nerkes „Und jetzt kommen die Seekers mit ... äh ...verdammte Scheiße, mir fällt der Titel nicht ein!“ 1966 oder 1967 brachte ihr eine Abmahnung von ihrem Chef Michael Leckebusch ein.
Bleibenden Eindruck hinterließen nicht zuletzt ihre Minikleider, die sie selbst entwarf und nähte.
In der Nachfolgesendung Musikladen war sie von 1972 bis 1979 zusammen mit Manfred Sexauer vor der Kamera. Dafür erhielt sie 1975 in der Kategorie „Fernsehmoderatorin“ den Bravo Otto in Gold und 1976 in der Kategorie „Fernsehstar“ in Bronze.
2011 nahm Nerke-Petersen zwei Lieder auf, At Your Side und Wishing Me Away, die Norbert Görder komponierte und über Taff Staff Music aus Herford produziert wurden.
Bis zum Januar 2013 moderierte sie auf Radio Bremen Eins jeden Samstag von 13 bis 15 Uhr ihre eigene Radiosendung Beat-Club. Sie tritt bei vielen Oldie-Veranstaltungen als Moderatorin auf.
Nerke hat einen Sohn aus ihrer 1978 geschlossenen ersten Ehe. Seit 1988 ist sie mit dem Textil-Kaufmann Günther Petersen verheiratet und lebt in Seevetal bei Hamburg.

## Ehrungen
- Nord Award 2010[4]
- Mall of Fame (Bremen), 11. September 2015

## Publikationen
- Uschi Nerke: Beat Club. In: Hart und zart – Frauenleben 1920–1970. Elefanten Press, Berlin 1990, ISBN 3-88520-351-0.
- 40 Jahre mein Beat-Club – Meine persönlichen Erlebnisse und Erinnerungen. Kuhle Verlag, Braunschweig 2010, ISBN 978-3-923696-99-4, S. 104.
- Bei mir wäre ich gerne Tier. Verlag Rita G. Fischer, Frankfurt a. M. 2012, ISBN 978-3-86455-984-6.

## Filme
- 2006: Deichking